# Zemský okres Regen
Zemský okres Regen (německy Landkreis Regen) je okres v německé spolkové zemi Bavorsko, ve vládním obvodě Dolní Bavorsko. Okresním městem je Regen.

## Geografie
Geograficky se území kraje nachází v oblasti Bavorského lesa. Na severovýchodě okres sousedí s Českou republikou. Sousedními bavorskými okresy jsou: zemský okres Freyung-Grafenau na východě, zemský okres Deggendorf na jihu, zemský okres Straubing-Bogen na západě a zemský okres Cham na severozápadě.

## Města a obce
| Města                            | Obce | |
| -------------------------------- | --- | --- |
| 1. Regen 2. Viechtach 3. Zwiesel | 1. Achslach 2. Arnbruck 3. Bayerisch Eisenstein 4. Bischofsmais 5. Böbrach 6. Bodenmais 7. Drachselsried 8. Frauenau 9. Geiersthal 10. Gotteszell 11. Kirchberg i.Wald | 1. Kirchdorf im Wald 2. Kollnburg 3. Langdorf 4. Lindberg 5. Patersdorf 6. Prackenbach 7. Rinchnach 8. Ruhmannsfelden 9. Teisnach 10. Zachenberg |